# Episodi di Joséphine, ange gardien (sedicesima stagione)
La sedicesima stagione della serie televisiva Joséphine, ange gardien è stata trasmessa in Francia tra il 2015 e il 2016 e in Italia nel 2016.

## Episodio 75: La mia cara matrigna
- Titolo originale: '
- Diretto da:
- Scritto da:

### Trama
Alice Vignault è la nuova cliente di Joséphine che, questa volta, dovrà entrare nel mondo del balletto classico nella veste di infermiera e aiutare la giovane insegnante di danza, innamorata del padre di una sua allieva e dal quale aspetta un bambino, ad essere accettata dai suoi figli...

## Episodio 76: Lo strano lavoro di papà
- Titolo originale: '
- Diretto da:
- Scritto da:

### Trama
Un bravissimo papà rischia di vedersi sottrarre il figlio dall'ex moglie a causa del suo lavoro un po' insolito. Thomas Lambert, infatti, per poter vivere e mantenere suo figlio è uno spogliarellista, ma è anche un bravo fumettista, sarà questa sua dote a riscattarlo grazie all'aiuto prezioso di Joséphine.

## Episodio 77: Nella testa di Antoine
- Titolo originale: '
- Diretto da:
- Scritto da:

### Trama
Joséphine appare a pochi metri da un molo dove diverse persone si stanno raggruppando. La sua missione è aiutare Antoine nel suo lavoro, lo snorkeling. Ma quando Joséphine si unisce al gruppo, Antoine ha un incidente. L'uomo è incosciente, viene tirato fuori dall'acqua e portato immediatamente in ospedale dove Joséphine apprende che è entrato in coma. Allora capisce che lei è lì per aiutare la famiglia ad affrontare questo brutto momento e anche scoprire perché Antoine non si sveglia.

## Episodio 78: Cogli l'attimo
- Titolo originale: '
- Diretto da:
- Scritto da:

### Trama
Joséphine deve assistere François Spontini, il proprietario di un negozio di parrucchieri. L'uomo, indebolito dalla morte del padre e di fronte a problemi finanziari, sembra aver perso la voglia di vivere e si è allontanato gradualmente dalla moglie Amélie e da suo figlio Ivan, che non sanno più come aiutarlo. François invidia moltissimo il suo amico di lunga data Jerome, con il quale avrebbe dovuto fondare in gioventù una grande azienda di vendite online, l'Atlante.com. Purtroppo però all'epoca François aveva rinunciato al progetto per lavorare al salone di suo padre così Jerome lo ha fatto da solo ed ora è molto benestante. Vedendo il successo del suo amico, François ora è pentito e pensa a quanto sarebbe bella la sua vita senza problemi economici e potendo avere tutto ciò che desidera. Detto fatto, Joséphine lo accontenta trasportandolo in una realtà parallela e facendogli provare quella nuova vita, per dimostrargli che non è tutto oro quello che luccica. Riuscirà a fargli capire quanto sia preziosa la sua vita tranquilla, piena di amore e di amici veri?

## Episodio 79: Non vi dimenticherò mai
- Titolo originale: '
- Diretto da:
- Scritto da:

### Trama
Gaston è un professore universitario ormai in pensione, grande esperto di Medioevo e uomo di grande cultura. Purtroppo dopo la morte della moglie si è ammalato di Alzheimer e spesso crede di vivere nel suo passato oppure dimentica le cose di tutti i giorni. Sua figlia Anne si occupa di lui con dedizione e amore ma più il tempo passa più diventa per lei difficile ed impegnativo. Suo fratello Paul vorrebbe che ad occuparsi del padre fosse un centro specializzato perché teme che il genitore non riceva in casa le giuste attenzioni, egli inoltre è preoccupato che possa mettersi nei guai o in situazioni di pericolo.
Anne è assolutamente contraria: da giovane è stata all'estero per tanti anni e ora vorrebbe recuperare il tempo perduto con suo padre. Poi che Ciril, il suo affascinante vicino di casa, padre single di Mattys, un bambino dolce ed intelligente che però ha smesso di parlare dopo uno shock. Per fortuna arriva in loro aiuto Joséphine il cui compito sarà quello di riavvicinare padre, figlia e figlio grazie ai meravigliosi ricordi che hanno in comune e poi ovviamente di far tornare a parlare Mattys.